# Rönnebergssjön
Rönnebergssjön är en sjö i Nässjö kommun i Småland och ingår i Lagans huvudavrinningsområde. Sjön är 10,6 meter djup, har en yta på 0,0311 kvadratkilometer och befinner sig 340 meter över havet.

## Delavrinningsområde
Rönnebergssjön ingår i det delavrinningsområde (638138-142312) som SMHI kallar för Mynnar i Skålån. Medelhöjden är 343 meter över havet och ytan är 5,29 kvadratkilometer. Det finns inga delavrinningsområden uppströms utan avrinningsområdet är högsta punkten. Vattendraget som avvattnar avrinningsområdet har biflödesordning 3, vilket innebär att vattnet flödar genom totalt 3 vattendrag innan det når havet efter 257 kilometer. Delavrinningsområdet består mestadels av skog (36 procent), jordbruk (10 procent) och sankmarker (31 procent). Avrinningsområdet har 0,52 kvadratkilometer vattenytor vilket ger det en sjöprocent på 9,7 procent.